# Повесть о царице и львице
Повесть о царице и львице — памятник средневековой русской литературы, созданный в конце XVII века. Известно более 250 списков данного произведения конца XVII—XIX веков. В рукописях Повесть чаще всего называется «Повесть зело полезна, выписана от древних летописцов, из римских кронников, коя царица, моляся пресвятей Богородице, спасена бысть от смерти».

## Характеристика
Повесть является русской переработкой западно-европейского романа об Оттоне и Олунде, переведённого с польского языка на русский в 1670-х гг. Исходный сюжет был значительно переработан и изложен в традициях жития и волшебной сказки. При этом Повесть лишена сказочной поэтики, а тема волшебного
помощника раскрыта в агиографическом ключе — львица становится посланницей Бога и помощницей царице. Образ напрасно гонимой царицы, покорной при этом воле Бога и ведущей христианскую жизнь, должен был дать читателю идеал поведения. Мучения, которые претерпевает царица, построены по схеме жития-мартирия, а сказочный сюжет использован для более красочного воплощения авторской идеи.
Повесть о царице и львице часто помещалась в сборнике богородичных чудес Звезда Пресветлая, а также встречается в сборниках с житиями Алексея, человека Божьего, Евстафия Плакиды, Варлаама и Иоасафа, Кирика и Иулиты, Бориса и Глеба.

## Сюжет
Повесть рассказывает о царице, оклеветанной свекровью перед мужем в супружеской измене. Свекровь уговорами заставляет одного из приближённых царя лечь в постель к спящей царице, недавно родившей двух мальчиков-близнецов. Приведя царя, свекровь предъявила это как доказательство измены его супруги, и царица была брошена в тюрьму, а затем предана суду. Царь повел изгнать её вместе с двумя сыновьями-близнецами в пустыню. Там одного из детей похищает и воспитывает львица. Царица же со вторым ребенком находит приют у некоего христианина. Спустя время на царство отца изгнанных детей нападает враг, и оба брата, услышав об этом, выходят на поле битвы и одерживают победу. После этого выясняется, что они родные братья и к тому же сыновья царя. Узнав правду о своей супруге, царь посылает за ней, и она возвращается. Завершает повесть общее прославление Бога.

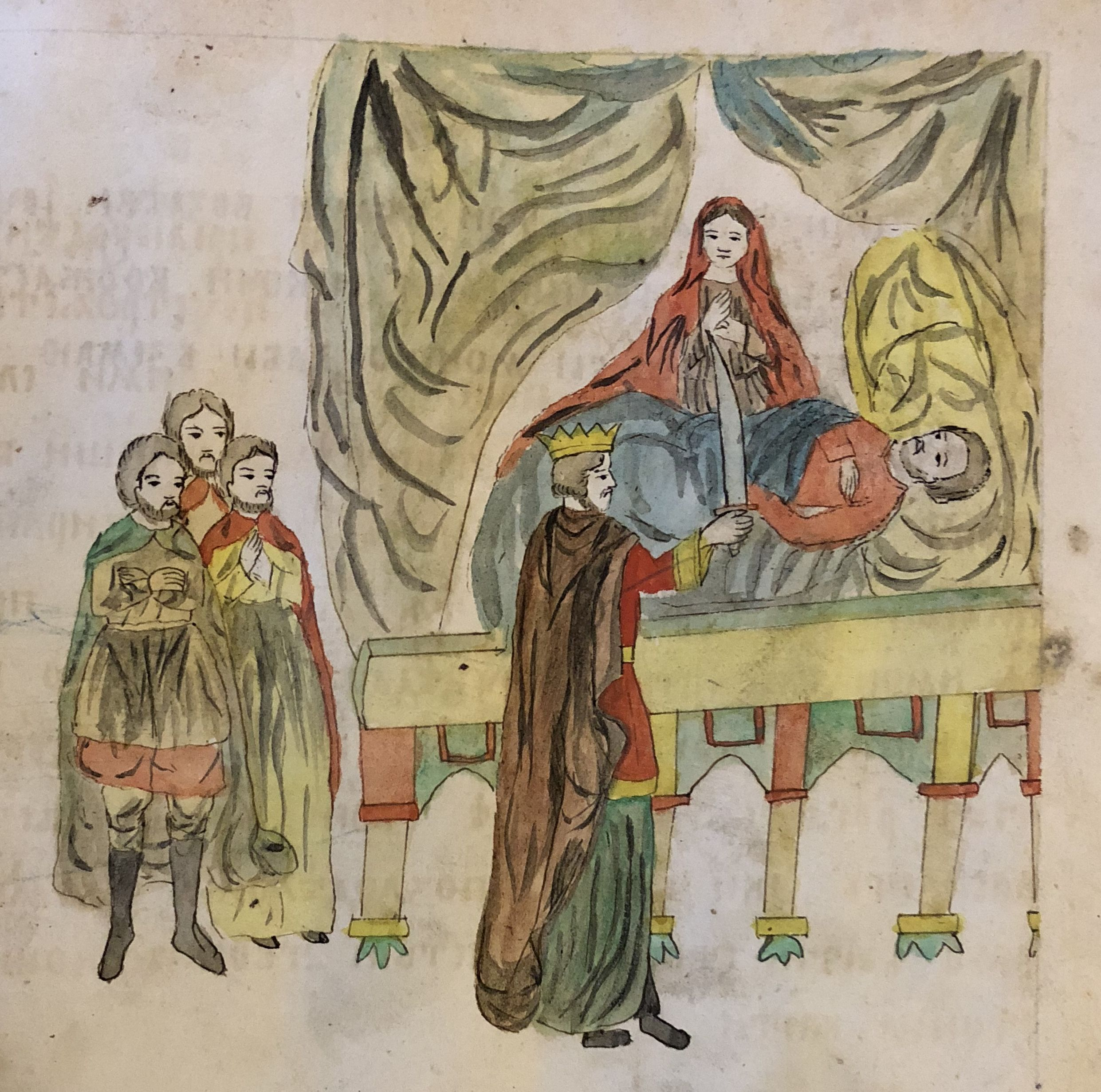
Обвинение царицы в супружеской измене (миниатюра к Повести о царице и львице, 1870-е гг.)
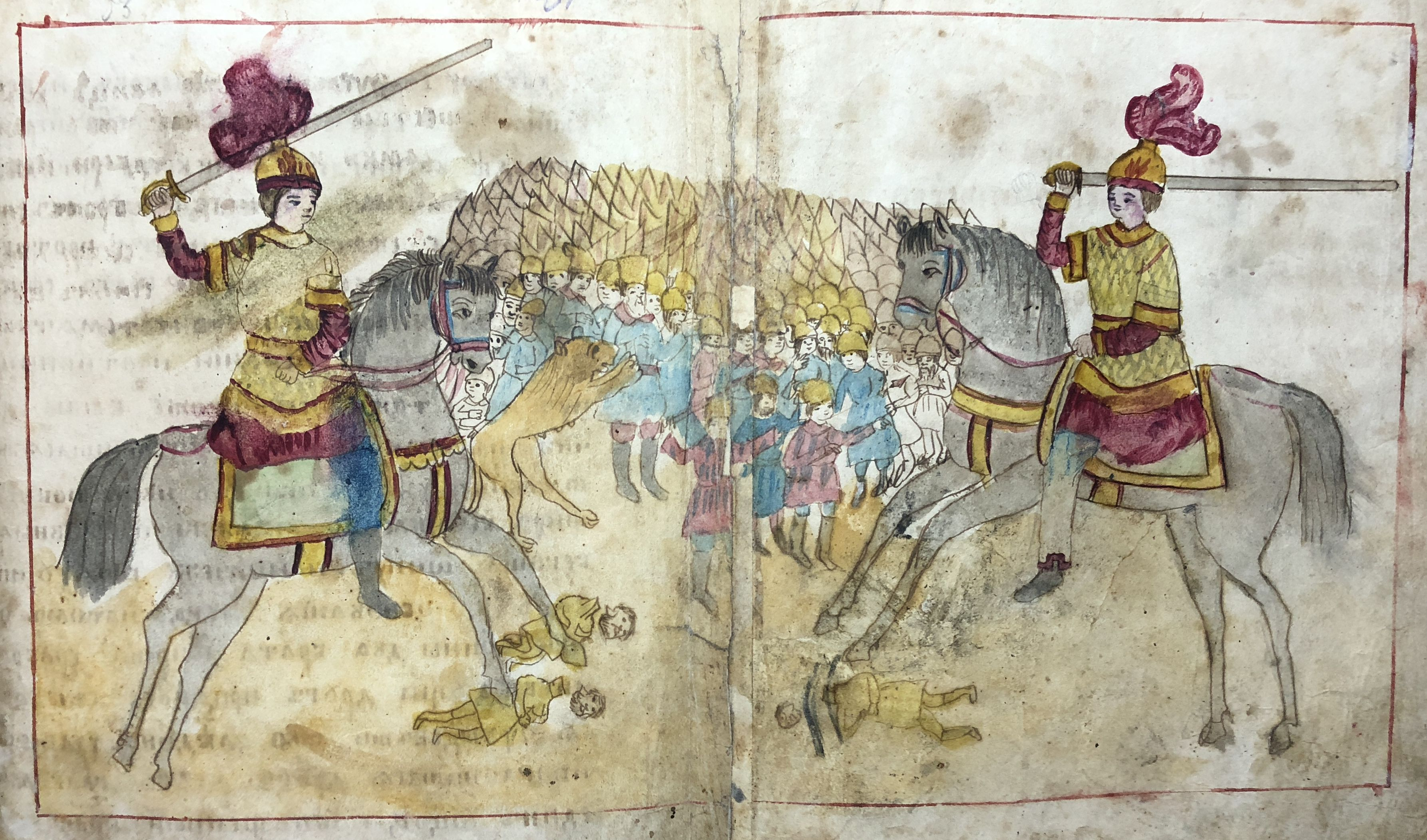
Сцена битвы (миниатюра к Повести о царице и львице, 1870-е гг.)